# Regional District of Nanaimo
Regional District of Nanaimo är ett regionalt distrikt i provinsen British Columbia i Kanada.   Det ligger på östra sidan av Vancouverön i provinsens sydvästra del. Antalet invånare är 155 698 och ytan är 2 038 kvadratkilometer.
I Regional District of Nanaimo finns kommunerna Nanaimo, Lantzville, Parksville och Qualicum Beach.